# Atlantis Ascendant
Albums de Bal-Sagoth
The Power Cosmic
(1999) The Chthonic Chronicles
(2006)
Atlantis Ascendant est le cinquième album studio du groupe de black metal symphonique anglais Bal-Sagoth. L'album est sorti en 2001 sous le label Nuclear Blast Records.
Selon Byron Roberts, le chanteur du groupe, les paroles de l'album parlent d'un aventurier anglais fictif du XIXe siècle nommé Professeur Caleb Blackthorne III.
L'édition japonaise de l'album contient deux titres supplémentaires: il s'agit des titres Dreaming Of The Atlantean Spires: Alpha et By The Blaze Of The Fire Jewels: Zero.

## Musiciens
- Byron Roberts - chant
- Chris Maudling - guitare
- Mark Greenwell - Bass
- Jonny Maudling - claviers
- Dave Mackintosh – batterie

## Liste des morceaux
| No  | Titre | Durée |
| --- | --- | ----- |
| 1.  | The Epsilon Exordium | 3:37  |
| 2.  | Atlantis Ascendant | 5:27  |
| 3.  | Draconis Albionensis | 6:18  |
| 4.  | Star-Maps of the Ancient Cosmographers | 5:12  |
| 5.  | The Ghosts of Angkor Wat | 2:22  |
| 6.  | Cry Havoc for Glory, and the Annihilation of the Titans of Chaos (The Splendour of a Thousand Swords Gleaming Beneath the Blazon of the Hyperborean Empire: Part III) | 7:18  |
| 7.  | The Dreamer in the Catacombs of Ur | 5:16  |
| 8.  | In Search of the Lost Cities of Antarctica | 5:42  |
| 9.  | The Chronicle of Shadows | 5:34  |
| 10. | Six Keys to the Onyx Pyramid | 2.08  |

| 11. | Dreaming Of The Atlantean Spires: Alpha | 5:03 |
| 12. | By The Blaze Of The Fire Jewels: Zero   | 5:02 |